# Аскизький район
Аски́зький райо́н (хак. Асхыс аймағы; рос. Аски́зский райо́н) — адміністративно-територійна одиниця та муніципальне утворення в Республіці Хакасія, Росія. Єдиний район Хакасії, у якому хакаси складають більшість населення.
Адміністративний центр — село Аскиз.

## Географія
Район розташований у південно-східній частині Хакасько-Мінусинської улоговини. Межує з Бейським, Усть-Абаканським, Таштипським районами Хакасії та Кемеровською областю.
Площа 8,201.14 км². Район розташований на пагірчастій рівнині, з півдня та південного-заходу оточеній горами, плоскогір'ями. За рельєфом території район належить до двох природних зон — Хакасько-Мінусинської улоговини та гір Кузнецького Алатау. Степова частина поділяється на Приабаканську долинно-степову та Приабаканську низькогірно-степову зони.
Тут тече річка Абакан, яка є природною південно-східною межею району. Вона повноводна, зі швидкою течією, має звивисте русло, утворює багато приток, рукавів і стари́ків. Усього — близько 39 річок загальної довжини 1,124 км; річка Аскиз — одна з крупних приток річки Абакан, її протяжність 124 км.
Унікальними природними пам'ятками Аскизького району є озера Ханкуль і Баланкуль.
Клімат різко-континентальний. Характерні різкі коливання температури повітря та кількості опадів. Середня температура липня  +19 °C, січня -20 °C. Тривалість безморозного періоду від 80 до 120 днів. Річна кількість опадів коливається від 250 до 780 мм. Переважають вітри південно-західного напрямку. У квітні—травні майже щорічно спостерігають вітри великої сили, що досягають швидкості 17—20 м/с. Зима встановлюється в кінці жовтня—на початку листопада.
Район багатий на лісові та земельні запаси, різноманітні мінерально-сировинні ресурси. Має вигідне транспортно-географічне розташування. Проходить залізнична лінія Абакан—Новокузнецьк, залізничні гілки ст. Камишта—Саяногорськ, ст. Аскиз—Абаза, ст. Біскамжа—Вершина Теї. Автотраса Абакан—Ак-Довурак. На частку району припадає 8.9% сільсько-господарських угідь республіки та 20.8% сільського населення.

## Історія
Аскизький район утворено 30 березня 1924 року на території скасованих Аскизької й Усть-Єсінської волостей. До його складу ввійшли 10 сільських рад.

## Адміністративний поділ
До складу району входять 3 міських поселення, які об'єднують 7 населених пунктів:
1. Аскизька селищна рада — смт Аскиз
2. Біскамжинська селищна рада — смт Біскамжа, селище Ясна Поляна, селищна станція Тузуксу, сел. ст. Казинет, сел. ст. Ала-тау
3. Вершино-Тейська селищна рада — смт Вершина Теї

та 11 сільських поселень, які об'єднують 58 населених пунктів:
1. Аскизька сільрада — село Аскиз, хутір Лугова, аал Апчінаєв, аал Анхаков, сел. ст. Чертиковська
2. Базинська сільрада — с. Нижня База, аал Бейка, аал Верхня База, аал Усть-База
3. Баликсинська сільрада — с. Баликса, сел. Шора, сел. Неожиданий, х. Ніколаєвка, сел. ст. Чариш, сел. ст. Калтас, сел. ст. Шора
4. Бельтирська сільрада — с. Бельтирське
5. Бірікчульська сільрада — с. Бірікчуль, сел. ст. Югачі, сел. ст. Нанхчул, сел. ст. Хабзас
6. Верх-Аскизька сільрада — с. Верх-Аскиз, аал Анчил-Чон, сел. ст. Казанівська, х. Казановка, аал Улуг-Кічіг
7. Єсінська сільрада — с. Полтаков, аал Абрамов, аал Бирганов, аал Хизил Агбан, аал Перевозне, аал Печень, сел. ст. Сартак, аал Сафронов, с. Усть-Єсь, аал Усть-Таштип
8. Кизласька сільрада — с. Кизлас, аал Картоєв, аал Картузов, аал Лирси, аал Тюрт-Тас, х. Усть-Хойза
9. Пуланкольська сільрада — с. Пуланколь, аал Аєв, с. Камишта, аал Сири
10. Усть-Камиштинська сільрада — с. Усть-Камишта, сел. ст. Камишта, аал Катанов, аал Саф’янов, сел. ст. Уйтак, сел. ст. Ханкуль
11. Усть-Чульська сільрада — с. Усть-Чуль, аал Верхня Тея, аал Іліморов, х. Нижня Тея, аал Політов, аал Отти [3]

## Економіка
Економічно активне населення 13 тис. чоловік, що становить 31% загальної чисельність населення (2003), з них 8 тис. чоловік працює. Рівень безробіття — 5.7% (2003). Найбільша кількість безробітних зосереджена на території Бельтирського, Баликсинського, Бірікчульського територіальних управлінь, де припинили свою діяльність підприємства (в основному лісопромислового комплексу), з метою розвитку яких і створювалися поселення.
В Аскизькому районі працюють золотодобувні артілі ТОВ «Артіль старателів «Аскиз ЛТД», ТОВ «Георгіївське» і ЗАТ «Золота зірка». Триває видобуток залізної руди на Тейській копальні — ТОВ «Альфа Сервіс-Клеб» (власник — компанія «Євразруда» з 2002). Інтенсивно розвивається ВАТ «Аскизавтотранс», що має ряд дочірніх фірм — ТОВ «Автодім», ЗАТ «Хакасавтотранс Петролеум», ЗАТ «Аскизпасажиравтотранс» тощо.

## Соціальна інфраструктура
На території Аскизького району 67 освітніх установ:
- 21 середня загальноосвітня школа,
- 6 основних загальноосвітніх шкіл,
- 17 початкових загальноосвітніх шкіл,
- 15 дошкільних освітніх закладів,
- 4 освітніх заклади додаткової освіти дітей,
- дитячий будинок для дітей-сиріт та дітей, які залишилися без піклування батьків,
- ПУ № 18,
- Республіканський державний освітній заклад «Аскизька спеціальна загальноосвітня школа-інтернат»,
- Республіканська державна установа «Міжрайонний соціально-реабілітаційний центр для неповнолітніх».

Заклади культури:
- 35 будинків культури та клубів,
- 34 бібліотеки,
- 6 дитячих музичних шкіл і школа мистецтв,
- 4 музеї.

Охорону здоров'я в районі здійснюють:
- центральна районна лікарня,
- 5 сіл. дільничних лікарень,
- 3 лікарські амбулаторії,
- 33 фельдшерсько-акушерських пункти,
- 70 лікарів, 336 чоловік середнього медперсоналу.

Укомплектованість лікарями по району — 87%, середнім медперсоналом — 99%.

## Культура й історична спадщина
Аскизький район має величезний природний та історико-культурний потенціал. На його території зосереджена величезна кількість різноманітних археологічних пам'яток: (кургани, земляні піраміди, менгіри, статуї, наскельні малюнки), залишки стародавніх копалень, каналів тощо.
З 1980 в районі відродили народне свято Тун Пайра. За межами району відомий Аскизький чоловічий хор (художній керівник Ю.Т. Морозов), який у 2004 брав участь у III Міжнародному хоровому фестивалі «Москва — серце світу». Аскизький район — батьківщина відомих науковців: Миколи Катанова, Степана Майнагашева, Леоніда Кизласова, Якова Сунчугашева, Михайла Боргоякова, Степана Ултургашева та багатьох інших. У районі друкують газету «Хакаський трудівник» (1930).